# Graignes
Cet article possède un paronyme, voir Glaignes.
Cet article concerne la commune de Graignes avant la fusion de communes en 2007 et le village de Graignes après. Pour la commune résultant de la fusion, voir Graignes-Mesnil-Angot.
Pour un article plus général, voir Graignes-Mesnil-Angot.
Graignes est une ancienne commune française, du département de la Manche et de la région Normandie.

## Géographie
Le village de Graignes avant la fusion, avait une superficie de 14,27 km2. L'altitude varie de 0 à 35 m, avec une altitude moyenne de 5 m.

## Toponymie
Le nom de la localité est attesté sous les formes Grania entre 1109 et 1113, Sancto Michaele in Grania en 1277, Graignes entre 1753 et 1785.
François de Beaurepaire rapproche les formes anciennes de Graignes de celles de Grand (Vosges; Granno à l'époque mérovingienne) et de Grane (Drôme). L'auteur estime que l'on retrouve également le radical gran-, dans le nom de Guernesey (Greneroi au XIe siècle) et se référant à Grannos, dieu celtique.
On notera que le -s final de Graignes, non étymologique, est d'apparition très tardive : on le relève en effet pour la première fois sur la carte de Cassini (1753/1785), puis il s'impose rapidement à l'époque de la Révolution.
Voir Graignes-Mesnil-Angot.
Le gentilé est Graignais.

## Histoire

### Moyen Âge et temps modernes
Vers 1161, Thomas et Richard de Graignes signent un acte en faveur du prieuré de Bohon (Saint-Georges-de-Bohon).
La seigneurie de Graignes fut la possession jusqu'au XVIe siècle de la famille de Meurdrac, l'une des plus riches de Normandie et d'Angleterre. L'église du lieu conserve l'épitaphe de Robert Muldrac, seigneur de Graignes en 1463 lors de la recherche de Montfaut, et mort le 3 mars 1481. En 1512, à la montre d'armes de la Hougue est présent Jean Muldrac, seigneur de Graignes et capitaine de Carentan.
La terre passa ensuite aux Thieuville de Graignes à la suite du mariage en 1574 de Charles de Thieuville avec l'héritière de Jean de Meurdrac. Au XVIIIe siècle, Graignes passe à la famille de Saint-Gilles, à la suite d'un mariage avec l'héritière des Thieuville-Meurdrac.

### Époque contemporaine

#### Seconde Guerre mondiale
La commune a connu un évènement tragique lors de la Seconde Guerre mondiale entre le 11 et le 30 juin 1944, après le débarquement allié, des éléments de la 17e SS-Panzergrenadier-Division Götz von Berlichingen ont perpétré des crimes de guerre sur des civils et des prisonniers américains : 32 habitants de la commune et 34 Américains sont assassinés.

#### XXIesiècle
Le 28 février 2007, Graignes a fusionné avec Le Mesnil-Angot pour former la nouvelle commune de Graignes-Mesnil-Angot.

## Politique et administration

### Circonscriptions électorales
La commune dépendait de l'ancien canton de Saint-Jean-de-Daye.

### Liste des maires
| Période                                  | Période         | Identité             | Étiquette | Qualité |
| ---------------------------------------- | --------------- | -------------------- | --------- | ------- |
| 1848                                     | 1848            | Nicolas Birée        |           |         |
| 1848                                     | 1872            | Jean-François Bayeux |           |         |
| 1872                                     | 1884            | Ferdinand Folliot    |           |         |
| 1884                                     | 1885            | Georges Fromond      |           |         |
| 1885                                     | 1917            | Auguste Lescalier    |           |         |
| 1919                                     | 1944            | Albert Defortescu    |           |         |
| 1944                                     | 1977            | Alphonse Voydie      |           |         |
| 1977                                     | 1989            | Octave Marie         |           |         |
| 1989                                     | 1995            | Pierre Drion         |           |         |
| 1995                                     | 28 février 2007 | Denis Small          | SE        |         |
| Les données manquantes sont à compléter. |                 |                      |           |         |

## Démographie
| 1793  | 1800  | 1806  | 1821  | 1831  | 1836  | 1841  | 1846  | 1851  |
| ----- | ----- | ----- | ----- | ----- | ----- | ----- | ----- | ----- |
| 1 120 | 1 033 | 1 206 | 1 199 | 1 187 | 1 217 | 1 232 | 1 208 | 1 163 |

| 1856  | 1861  | 1866  | 1872  | 1876  | 1881  | 1886  | 1891  | 1896  |
| ----- | ----- | ----- | ----- | ----- | ----- | ----- | ----- | ----- |
| 1 146 | 1 132 | 1 151 | 1 158 | 1 172 | 1 126 | 1 067 | 1 081 | 1 050 |

| 1901  | 1906 | 1911 | 1921 | 1926 | 1931 | 1936 | 1946 | 1954 |
| ----- | ---- | ---- | ---- | ---- | ---- | ---- | ---- | ---- |
| 1 004 | 996  | 920  | 818  | 849  | 795  | 776  | 712  | 782  |

| 1962 | 1968 | 1975 | 1982 | 1990 | 1999 | 2007   | - | - |
| ---- | ---- | ---- | ---- | ---- | ---- | ------ | - | - |
| 783  | 677  | 602  | 588  | 534  | 617  | fusion | - | - |

## Économie
La commune se situe dans la zone géographique des appellations d'origine protégée (AOP) Beurre d'Isigny et Crème d'Isigny.

## Lieux et monuments
- Mémorial franco-américain inauguré le 12 juin 1949 sur le site de l'ancienne église de Graignes détruite en 1944[5].

L'ancienne église remontait au temps de la conquête et appartenait dès cette époque à l'abbaye aux Dames de Caen.
- Hippodrome  du Vieux-Château bâti à l'emplacement du vieux château détruit en 1944.
- Église Saint-Michel du XXe siècle inscrite au titre des monuments historiques par arrêté du 16 juin 2005[14]. Elle fut construite de 1956 à 1958 selon les plans des architectes Pison, Martinet et Maublanc. Elle abrite une tapisserie de Chapuis et une verrière du XXe de Chapuis et Razin, inscrites au titre objet aux monuments historiques[15].
- Stèle érigée en mémoire du 507e RIP qui a libéré la commune.
- Maisons traditionnelles du pays au Bas-Vernay et au Haut-Vernay.